# Louis Duchesne
Louis Marie Olivier Duchesne, född 13 september 1843 i Saint-Servan, död 21 april 1922 i Rom, var en fransk romersk-katolsk teolog.
Duchesne blev 1878 professor i kyrkohistoria vid École de théologie (Institute catholique) i Paris, och blev 1895 direktor för École française (franska historiska institutionen) i Rom. Duchesne var en betydande forskare, särskilt i fråga om den äldre och den medeltida kyrkans historia, och då han härvidlag ofta tillämpade modern kritisk-historisk metod och avfärdade en mängd legendariskt stoff ur den kyrkliga traditionen, kom han snart i konflikt med indexkongregationen. Hans ställning som vetenskapsman var dock för stark för att de skulle våga sätta åt honom för hårt. På sina håll blev han dock ansedd som en "traditionens förstörare". Bland Duchesnes skrifter märks Origines du culte chrétien (1889, 5:e upplagan 1920) samt Histoire ancienne de l'église (ny upplaga, 3 band, 1905–1908). Duchesne utgav dessutom Liber pontificalis (2 band, 1886–1892) och de äldsta franska biskopslistorna, Fastes épiscopaux de l'ancienne Gaule (3 band, 1893–1915).